# Otto Karl Stollberg
Otto Karl Stollberg (29 octobre 1883 - 29 janvier 1948), est un éditeur allemand de la première moitié du XXe siècle.

## Biographie
Otto Karl Stollberg voit le jour le 29 octobre 1883, à Metz, une ville de garnison animée d'Alsace-Lorraine. Le jeune Otto étudie en Allemagne, à Munich, puis en France à Nancy. En 1905, il entre au Magdeburgischen Zeitung, un journal brandebourgeois. Il rejoint la direction du Norddeutschen Allgemeinen Zeitung en 1912. Racheté partiellement par l'éditeur saxon Reimar Hobbing, le journal devient le Deutsche Allgemeine Zeitung en 1917. Stollberg en est le gérant et son compatriote lorrain Otto Flake, le rédacteur. À la mort de Hobbing, Hugo Stinnes rachète ses parts dans le journal en mai 1920. Stollberg quitte alors le journal pour fonder le quotidien Der Deutsche et sa propre maison d'édition, la Otto Stollberg Verlag à Berlin.
À l'époque national-socialiste, Stollberg édite un certain nombre de publications nazies[Lesquelles ?], notamment le dictionnaire Das deutsche Führerlexikon en 1934. Pour soutenir le Deutsche Arbeitsfront, il renomme son journal Der Deutsche en Der Deutsche - die Tageszeitung der Deutschen Arbeitsfront. Pour la Reichskammer der bildenden Künste, il édite Die Baugilde - Zeitschrift des Bundes Deutscher Architekten, le journal officiel de l'Association des architectes allemands. Enfin, en 1941, il édite Elsass und lothringen deutsches land, un ouvrage de propagande d'Otto Meissner sur les anciens territoires du Reichsland. 
Karl Otto Stollberg décéda le 29 janvier 1948.

## Sources
- Volker Bendig (dir.) : Stollberg, Otto Karl. In: Neue Deutsche Biographie (NDB), von der Historischen Kommission bei der Bayerischen Akademie der Wissenschaften, vol. 25, Berlin, 2013 (p. 417).
- Ernst Fischer (dir.) ; Stephan Füssel (dir.) : Geschichte des deutschen Buchhandels im 19. und 20. Jahrhundert. Weimarer Republik. vol 2. t.1., Verlag K. G. Saur, 2007.
- Walther Killy (dir.) ; Rudolf Vierhaus (dir.) : Stollberg, Otto Karl. In: Dictionary of German biography: Schmidt - Theyer, volume 9, Verlag K. G. Saur, 2006 (p.569).
- Bruno Jahn (dir): Die deutschsprachige Presse. Ein biographisch-bibliographisches Handbuch, K. G. Saur Verlag, Munich, 2005 (p.1042).